# Sieniuta

herb Sieniuta w wersji wielopolowej, która pojawiła się w źródłach jako pierwsza

Sieniuta I

Sieniuta II

Sieniuta (Sieniut) – polski herb szlachecki, używany przez kilka rodzin.

## Opis herbu

### Opis współczesny
Tadeusz Gajl, za Juliuszem Ostrowskim i Kasprem Niesieckim, podaje dwa warianty tego herbu. Opisy z wykorzystaniem zasad blazonowania, zaproponowanych przez Alfreda Znamierowskiego:
Sieniuta I: W polu czerwonym pod belką złamaną na kształt litery gamma, srebrną krzyżyk kawalerski, błękitny.
Klejnot − pięć piór strusich.
Labry czerwone, podbite srebrem.
Sieniuta II: W polu czerwonym pod chorągwią kościelną z prawą strefą, krzyżyk kawalerski błękitny.
Klejnot − trzy pióra strusie.
Labry czerwone, podbite srebrem.
Józef Szymański przytacza jeszcze inny wariant herbu, zaczerpnięty z Gniazda cnoty Bartosza Paprockiego. Tutaj pole jest skwadrowane, zaś właściwy herb Sieniuta widnieje w polu pierwszym. W polu drugim dwie połutoczenice w skos lewy, barkami do siebie, jedna od czoła przecięta belką w skos, w trzecim przepaska, w czwartym krzyż kawalerski na bramie.

### Opis historyczny
Kasper Niesiecki podaje szczegółowy opis herbu. Ta jego wersja jest oznaczona jako Sieniuta II:

Chorągiew kościelna być powinna, ale niezupełna, bo jednej poły od lewego boku tarczy niedostaje, krzyż miasto średniej poły jakby wiszący (...) krzyż powinien być niebieski, chorągiew biała, pole tarczy czerwone. (...) przydają na hełmie trzy pióra strusie.

## Historia

### Najwcześniejsze wzmianki
Herb po raz pierwszy pojawił się w XVI wieku. Pierwsze przedstawienia herbu pochodzą z Gniazda cnoty (1578) i Herbów rycerstwa polskiego (1584) Paprockiego oraz Orbis Polonus Szymona Okolskiego (1642).

### Legenda herbowa
Według legendy przytaczanej przez Niesieckiego, herb ten miał otrzymać ruski rycerz Sień, albo Siemian od książąt ruskich za wojenne czyny.

## Etymologia
Nazwa nierozpoznana. Legenda herbowa sugeruje imionowe pochodzenie nazwy.

## Herbowni
Lista sporządzona została na podstawie wiarygodnych źródeł, zwłaszcza klasycznych i współczesnych herbarzy. Zwraczamy jednak uwagę na częste zjawisko przypisywania rodom szlacheckim niewłaściwych herbów, szczególnie nasilone w czasie legitymacji szlachectwa przed zaborczymi heroldiami, co zostało następnie utrwalone w wydawanych kolejno herbarzach. Podkreślamy także, że identyczność nazwiska nie musi oznaczać przynależności do danego rodu herbowego. Przynależność taką mogą bezspornie ustalić wyłącznie badania genealogiczne.
Lista nazwisk znajdująca się w artykule pochodzi z Herbarza polskiego Tadeusza Gajla:
Lachowicki, Mizgier, Moczydłowski, Sieniuta, Sieniutowicz, Sienkiewicz, Sierniuta, Skiper, Sokolnik, Szuszkiewicz.